# Bommasagar, Ron
Bommasagar là một làng thuộc tehsil Ron, huyện Gadag, bang Karnataka, Ấn Độ.